# آیت امیرا
ایت امیرا (به فرانسوی: Ait Amira) یک منطقهٔ مسکونی در مراکش است که در سوس ماسه درعه واقع شده‌است.

## خصوصیات
ایت امیرا ۴۷٬۴۵۸ نفر جمعیت دارد.